# Голлі-Понд
Голлі-Понд (англ. Holly Pond) — місто (англ. town) в США, в окрузі Каллмен штату Алабама. Населення — 851 особа (2020).

## Географія
Голлі-Понд розташоване за координатами 34°10′2″ пн. ш. 86°36′42″ зх. д. / 34.16722° пн. ш. 86.61167° зх. д. (34.167187, -86.611799).  За даними Бюро перепису населення США в 2010 році місто мало площу 11,54 км², з яких 11,49 км² — суходіл та 0,05 км² — водойми.

## Демографія
Згідно з переписом 2010 року, у місті мешкало 798 осіб у 306 домогосподарствах у складі 216 родин. Густота населення становила 69 осіб/км².  Було 348 помешкань (30/км²).
Расовий склад населення:
| - 98,5 % — білих - 0,4 % — корінних американців - 0,3 % — чорних або афроамериканців |

До двох чи більше рас належало 0,8 %. Частка іспаномовних становила 1,4 % від усіх жителів.
За віковим діапазоном населення розподілялося таким чином: 26,2 % — особи молодші 18 років, 61,9 % — особи у віці 18—64 років, 11,9 % — особи у віці 65 років та старші. Медіана віку мешканця становила 36,2 року. На 100 осіб жіночої статі у місті припадало 98,0 чоловіків;  на 100 жінок у віці від 18 років та старших — 93,1 чоловіків також старших 18 років.
Середній дохід на одне домашнє господарство  становив 47 772 долари США (медіана — 44 750), а середній дохід на одну сім'ю — 55 549 доларів (медіана — 56 500). Медіана доходів становила 48 056 доларів для чоловіків та 28 333 долари для жінок. За межею бідності перебувало 19,0 % осіб, у тому числі 31,7 % дітей у віці до 18 років та 19,4 % осіб у віці 65 років та старших.
Цивільне працевлаштоване населення становило 488 осіб. Основні галузі зайнятості: роздрібна торгівля — 21,7 %, виробництво — 20,1 %, освіта, охорона здоров'я та соціальна допомога — 13,7 %, науковці, спеціалісти, менеджери — 8,2 %.